# Museu de Arqueologia Nacional (França)
O Musée d'Archéologie Nationale é um dos principais museus franceses de arqueologia, abrangendo dos tempos pré-históricos ao período merovíngio. Está localizado no Château de Saint-Germain-en-Laye no departamento de Yvelines, cerca de 19 km a oeste de Paris.

## Construção
O castelo foi uma das mais importantes residências reais da França na região de Paris desde o século XII. Após a mudança da corte para Versalhes, o castelo recebeu a corte de James II de Inglaterra no exílio, tornou-se uma escola de cavalaria, em 1809, e, finalmente, uma prisão militar de 1836 a 1855. O castelo, que estava em muito mau estado, foi classificado como monument historique em 8 de abril de 1863.
O interior era um labirinto de células, corredores, pisos falsos e divisórias. O exterior foi dilapidado e coberto por um revestimento preto.
Ao arquiteto Eugène Millet, um aluno de Eugène Viollet-le-Duc, foi dada a tarefa de restaurar o castelo para receber o planejado Museu Nacional de Antiguidades em 1855, tendo que remover todos os vestígios de células que o Ministério da Guerra instalou quando ele foi usado como prisão. Em 1857, ele informou que todas as partições formando as células e masmorras tinham sido demolidas e o castelo, limpo.
Trabalhos de construção começaram em 1862, com a destruição do pavilhão Oeste. O objetivo de Millet era restaurar o edifício ao estado em que era no período de Francisco I de França. Millet morreu em Cannes , em 24 de fevereiro de 1879.
A restauração foi continuada por Auguste Lafollye e Honoré Daumet, e, finalmente, concluída em 1907.

## História
O museu foi chamado:
- Museu das Antiguidades Galo-Romanas (Musée des Antiquités Gallo-Romaines) em 1862
- Museu das Antiguidades Célticas e Galo-Romanas (Musée des Antiquités Celtiques et Gallo-Romaines)
- Museu das Antiguidades Nacionais (Musée des Antiquités Nationales), em 1879
- Museu de Arqueologia Nacional (Musée d'Archéologie Nationale), em 2005
- Museu de Arqueologia Nacional, domínio nacional de Saint-Germain-en-Laye (Musée d'Archéologie Nationale, domaine national de Saint-Germain-en-Laye), desde 2009

## Acervos
O museu abriga cerca de 3 milhões de objetos arqueológicos, dos quais cerca de 30.000 estão em exibição, tornando-o um dos mais ricos acervos na Europa. Esses objetos, descobertos no território francês, estão apresentados por ordem cronológica: Paleolítico, Neolítico, Idade do Bronze, Idade do Ferro, período Romano e primeira Idade Média (Gália Merovíngia). Uma coleção de objetos arqueológicos e etnológicos estrangeiros é apresentada no quarto de arqueologia comparativa.

### Paleolítico
As coleções paleolíticas incluem objetos como ferramentas de pedra (bifaces, micrólitos) e indumentos de osso e chifre (agulhas, arpões). O museu apresenta a evolução do gênero homo, como o crânio do homo erectus e do homem de neandertal.

Entre os mais notórios objetos da coleção paleolítica, está a Vênus de Brassempouy, encontrada em uma das inúmeras escavações de Édouard Piette, nos Pireneus. Muitos objetos coletados por Piette estão expostos em uma sala própria (Salle Piette). 

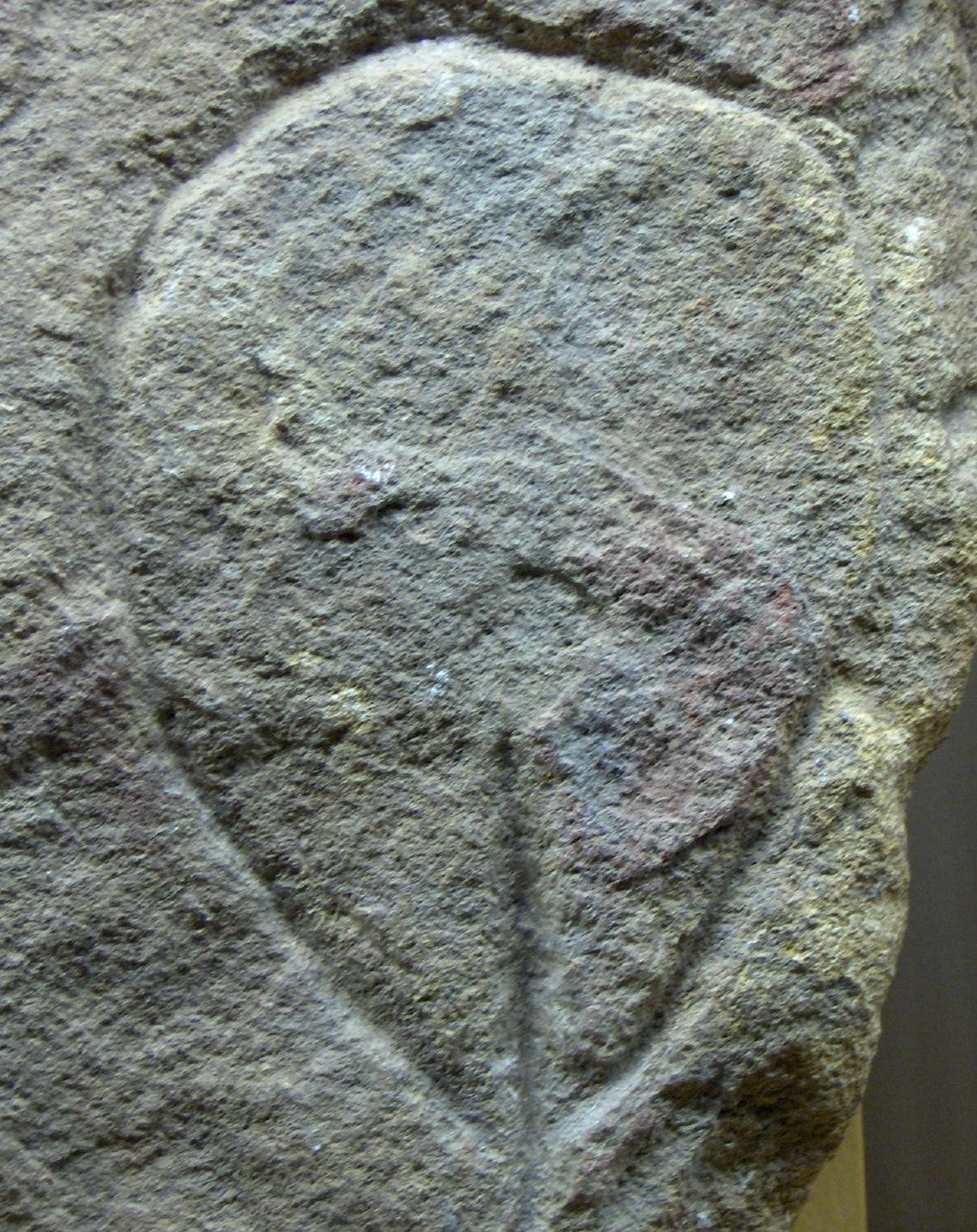
Vulva estilizada
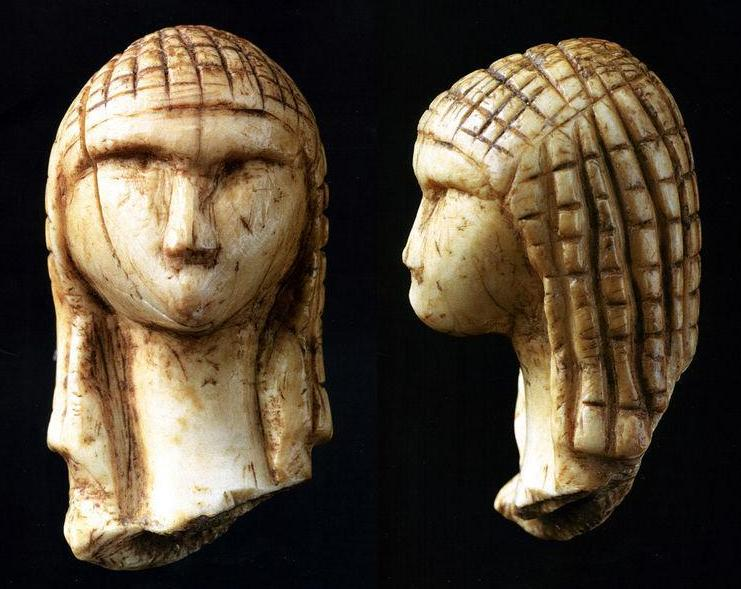
Vênus de Brassempouy
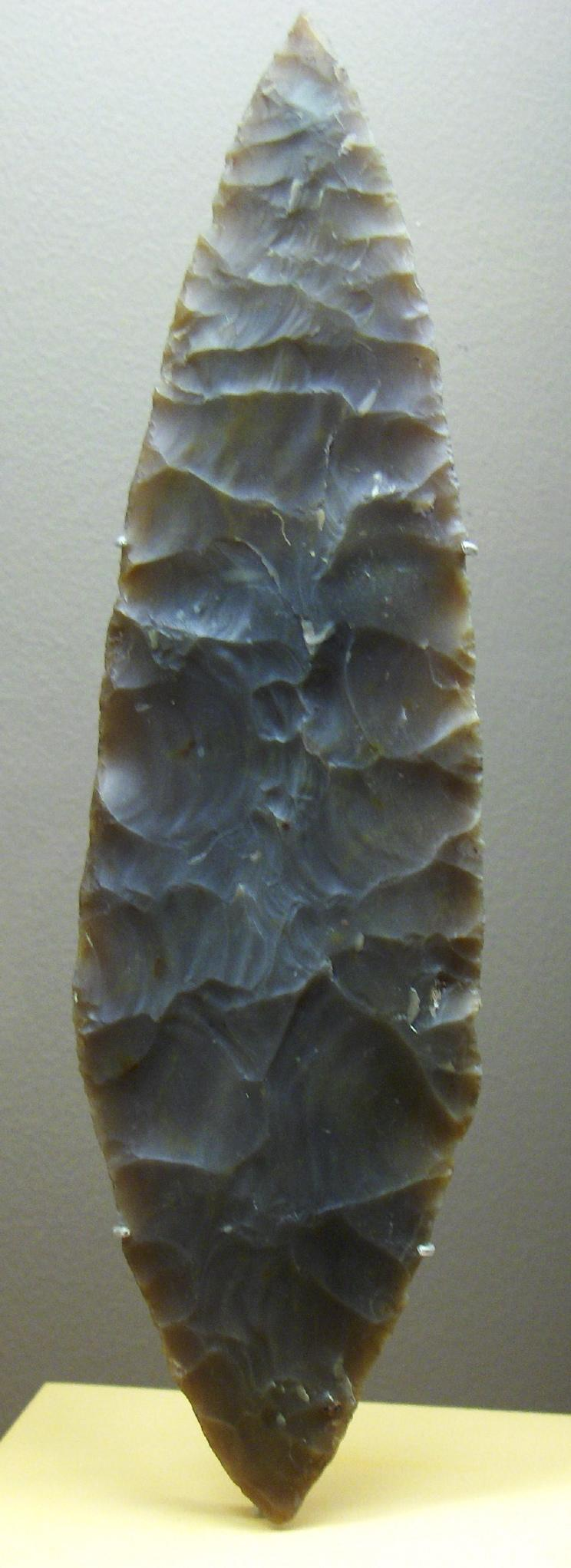
Pedra biface
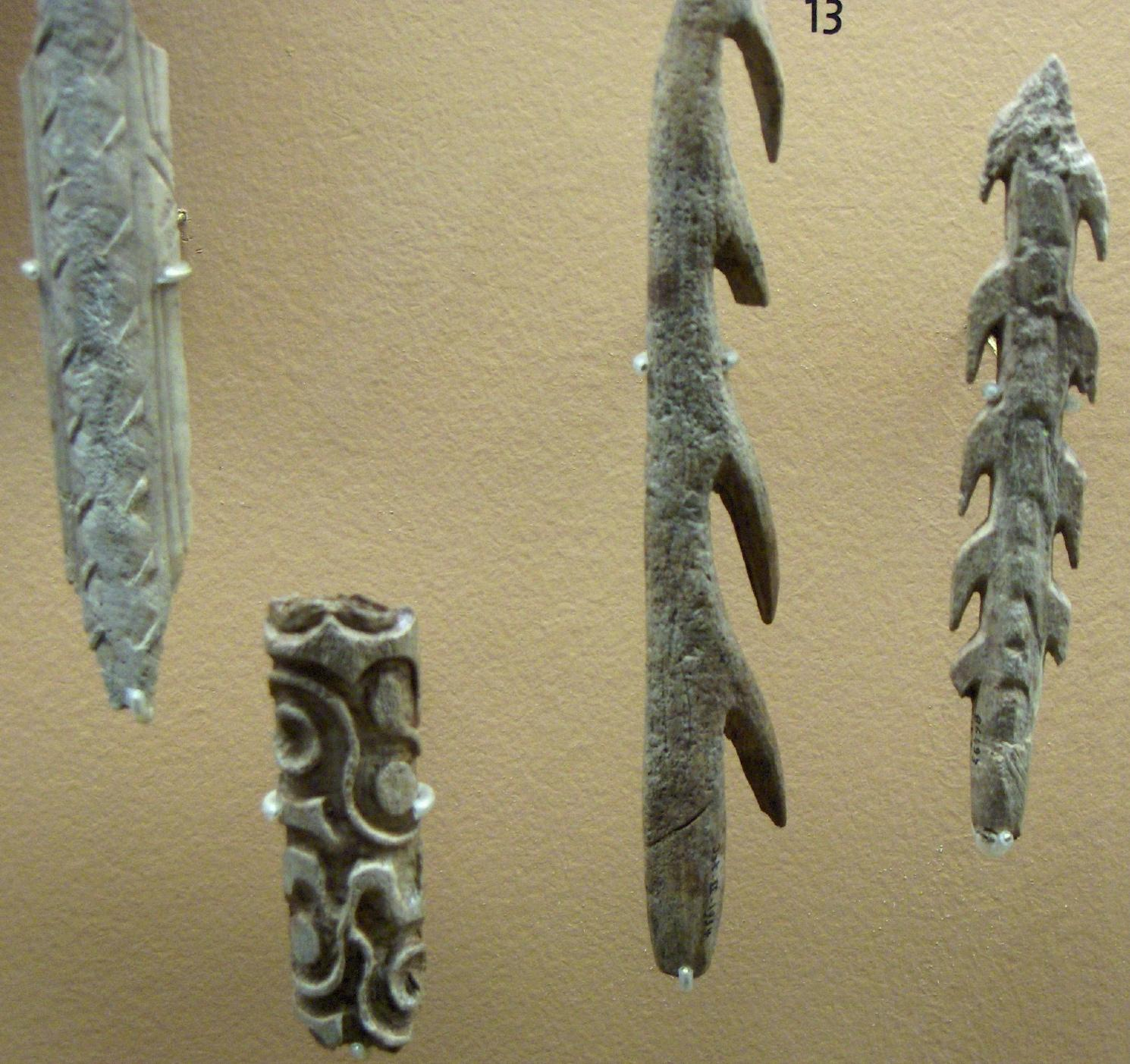
Arpões e ossos esculpidos
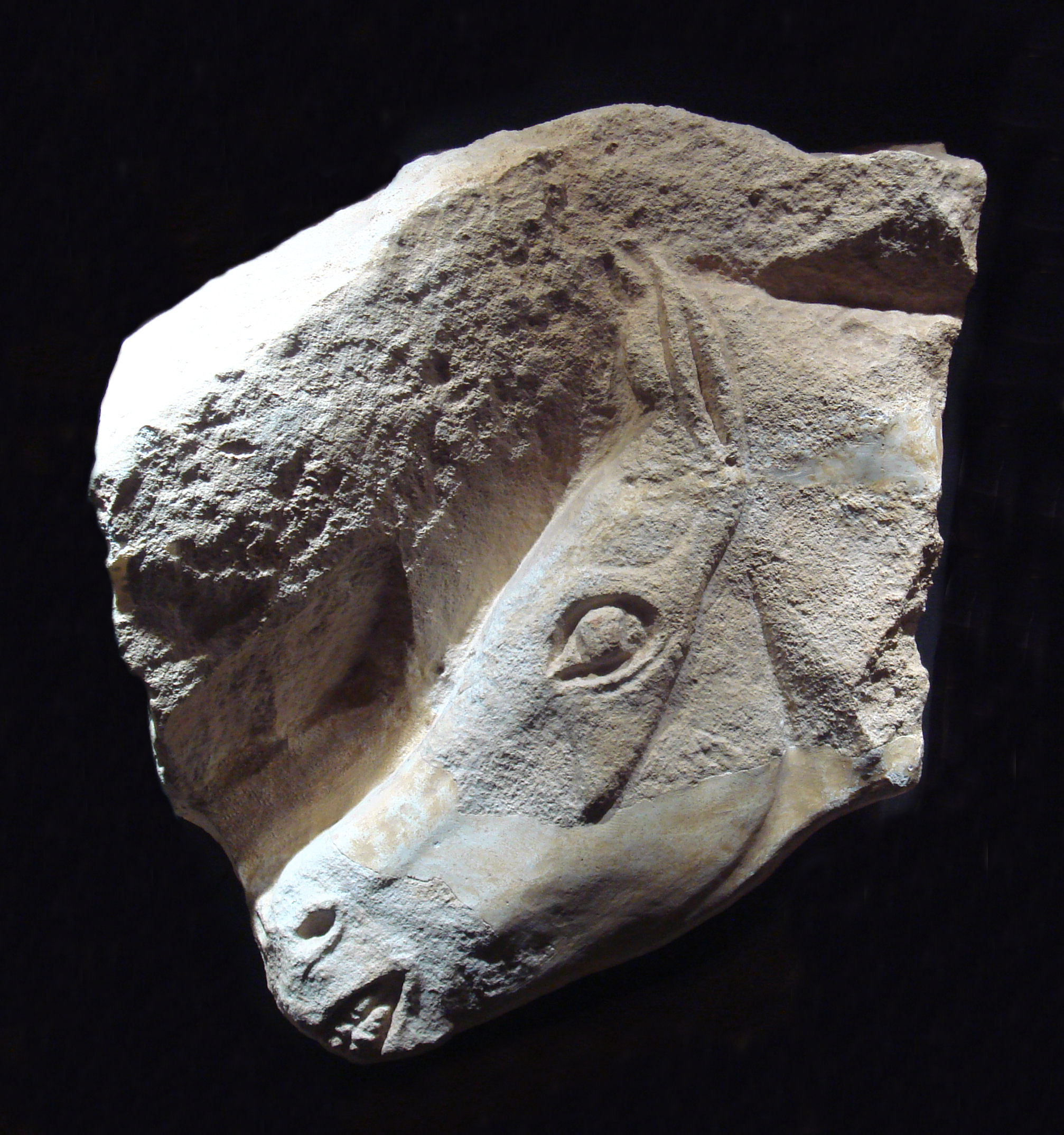
Cabeça de cavalo

### Neolítico
O neolítico (cerca de 5800 de 2100 A.C.) é o segundo período da pré-história. Aí, as populações tornaram-se sedentárias, com o aparecimento da agricultura e da pecuária. As primeiras aldeias são construídas e as primeiras estruturas megalíticos, erguidas. Esse período é caracterizado por inovações técnicas, como o polimento da pedra, o aparecimento da cerâmica e a tecelagem.

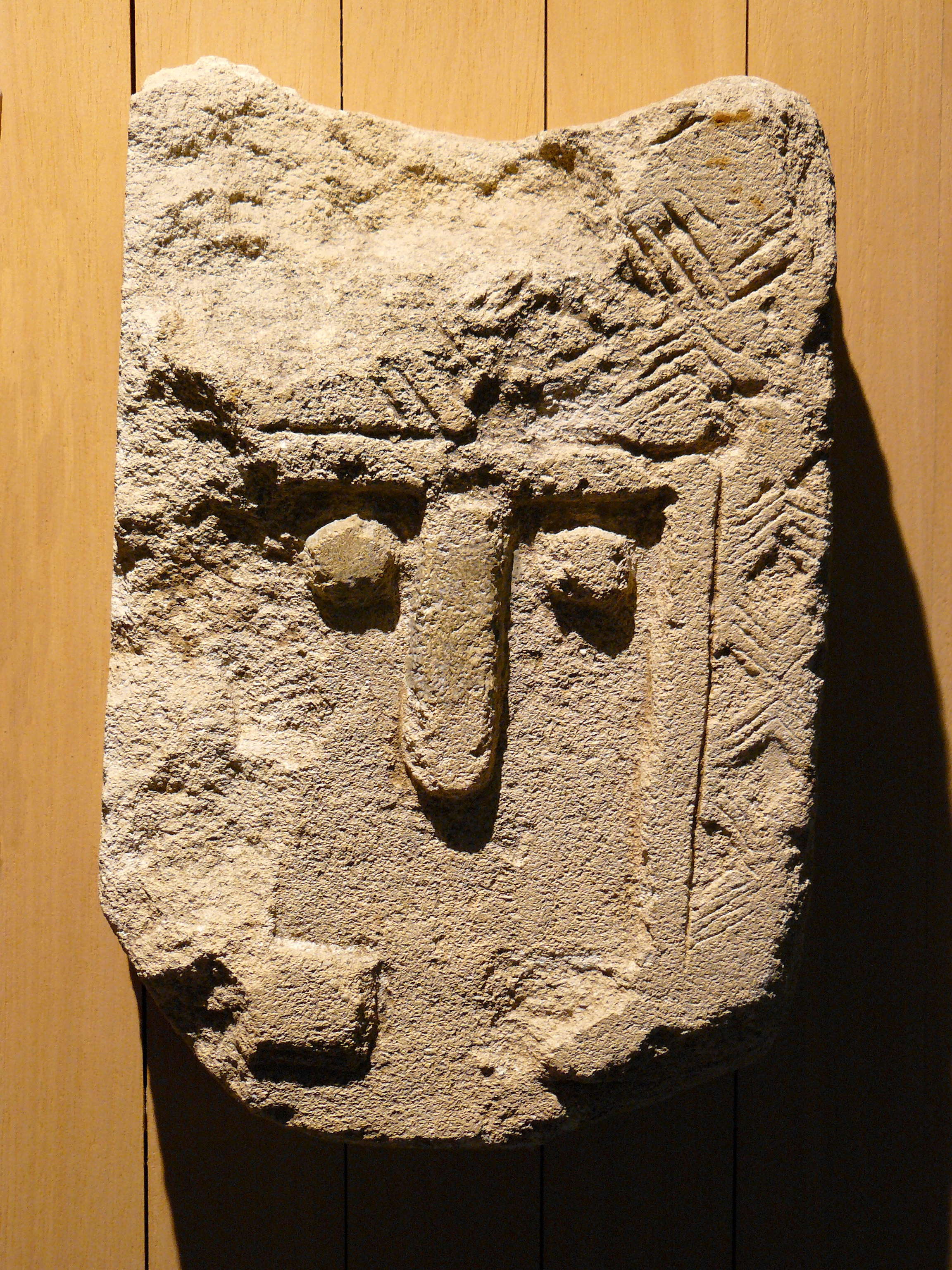
Calcário
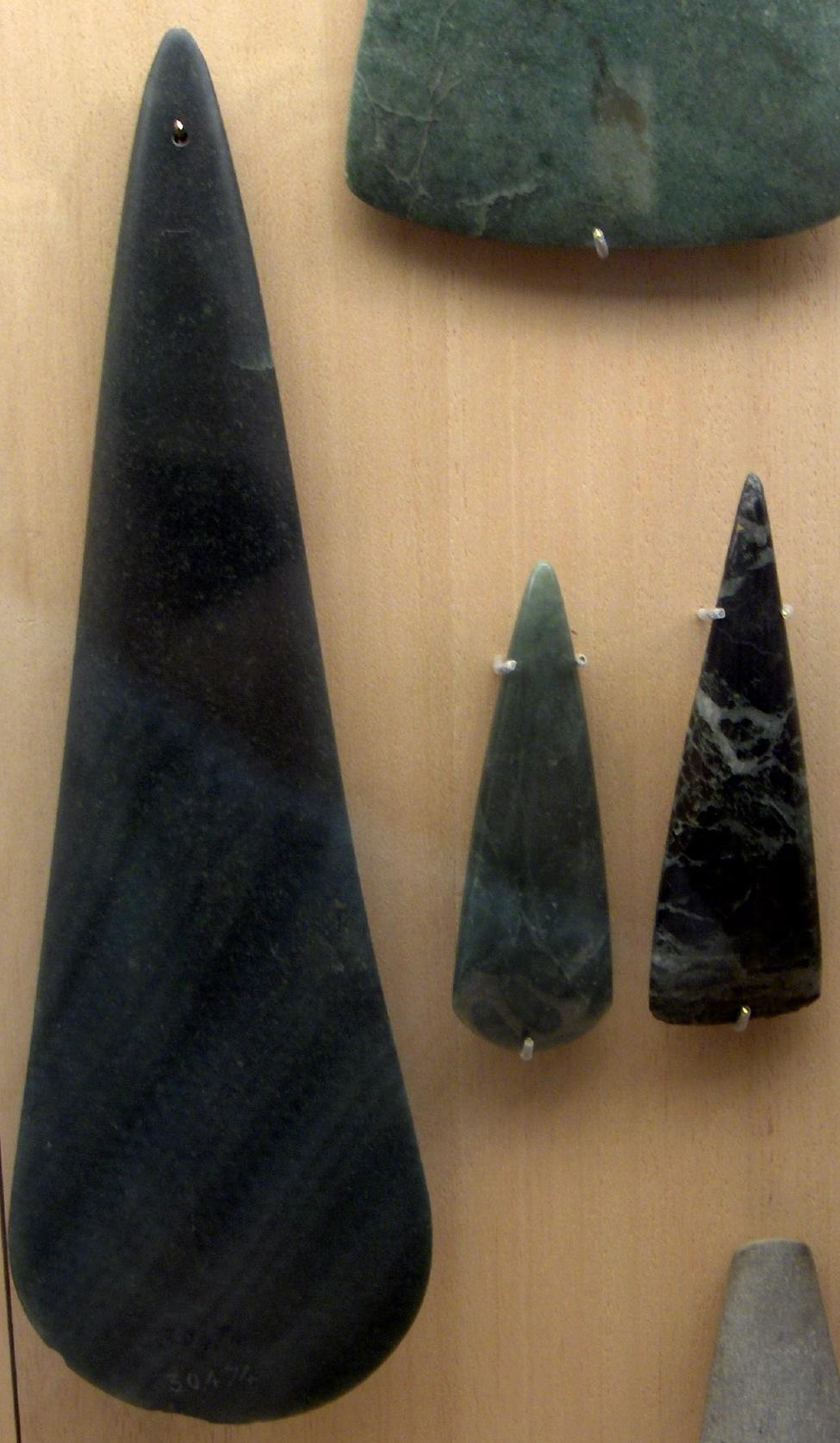
Machados polidos
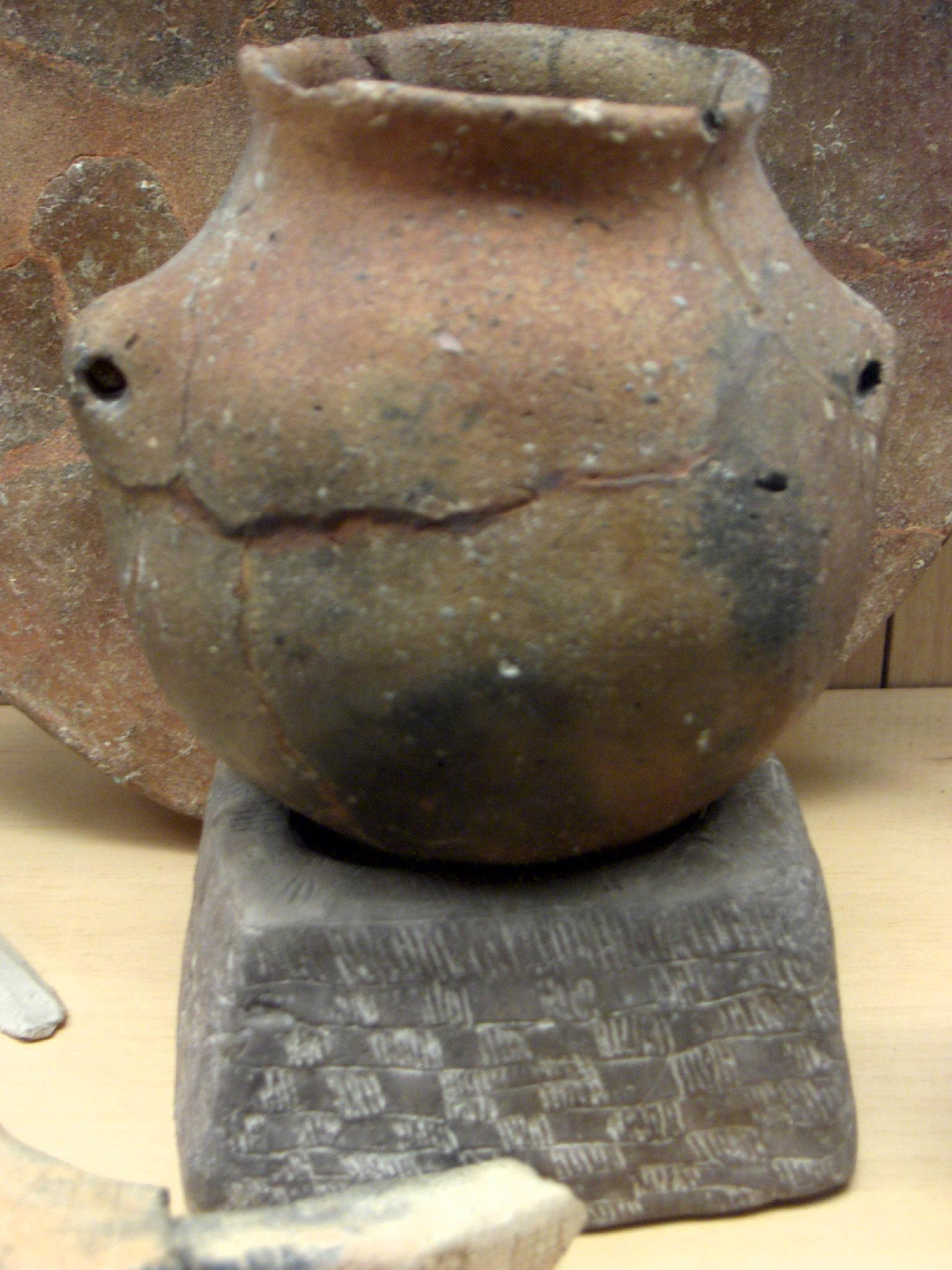
Jarra de terracota

### Idade do Bronze
Na Idade do Bronze (cerca de 2100 a 750 A.C.), a sociedade ainda é bastante semelhante à do neolítico, mas os avanços técnicos, com o trabalho do bronze, muda a sociedade, que se torna progressivamente hierárquica.

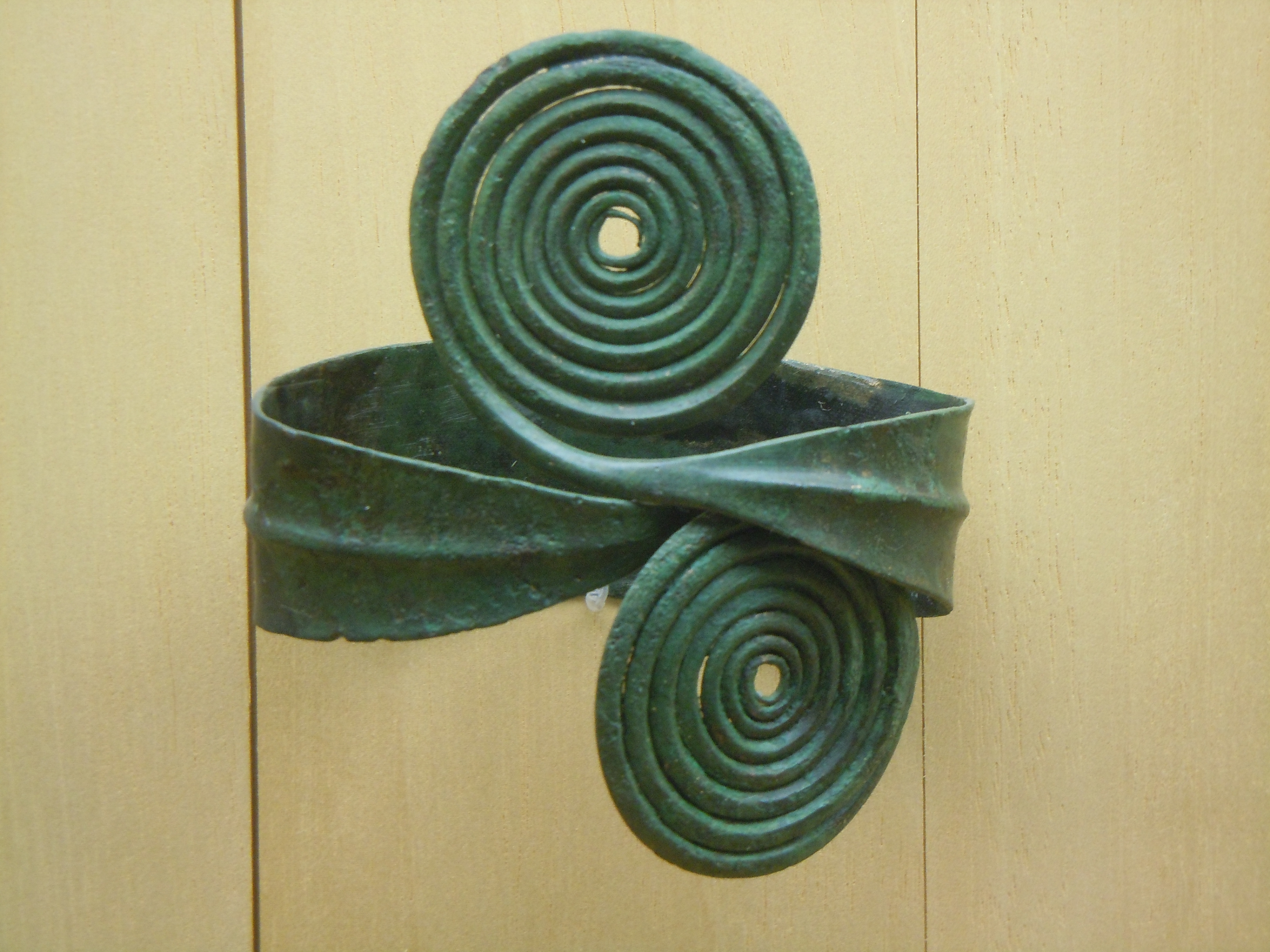
Braçadeiras de bronze
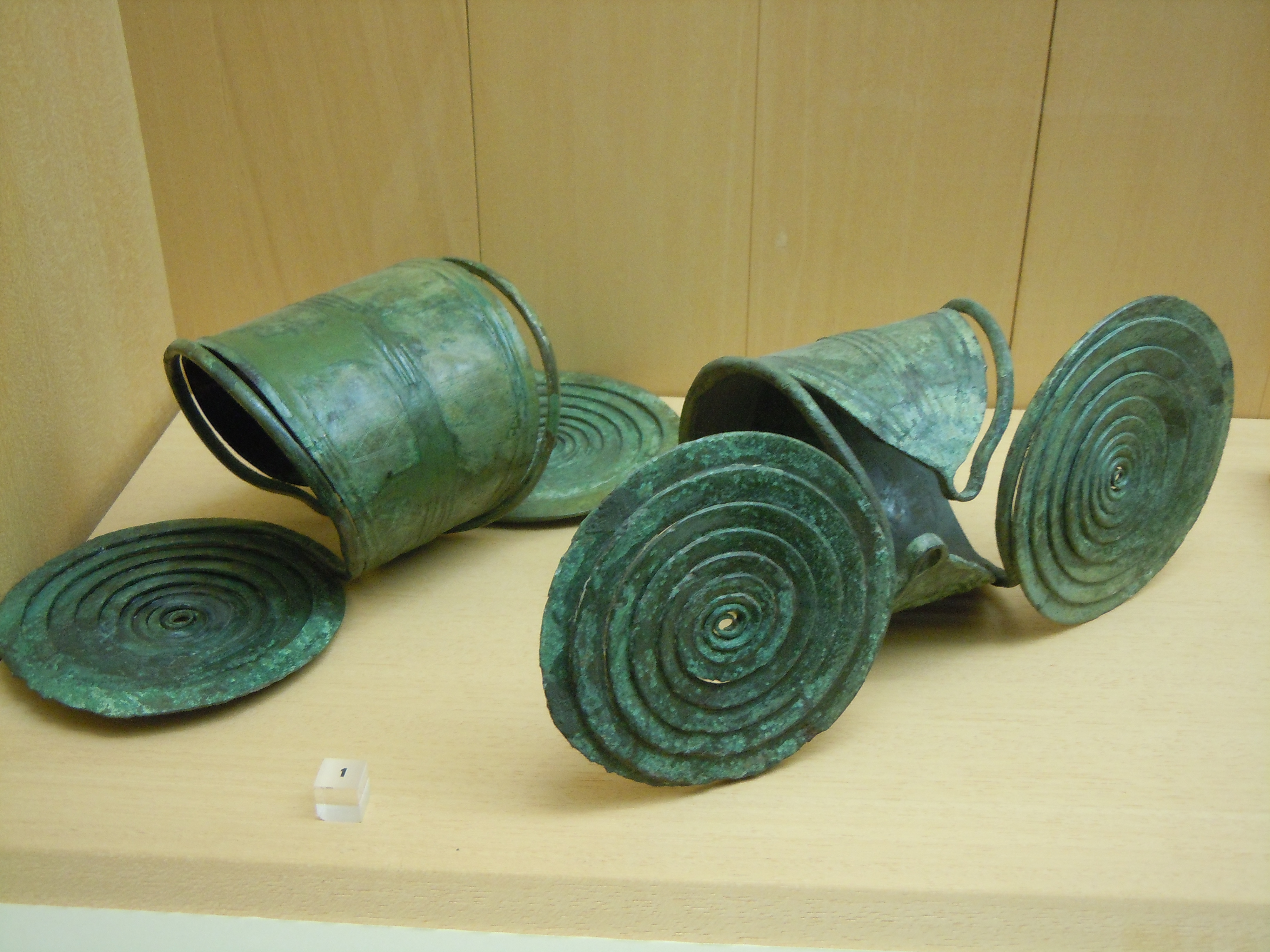
Polainas de bronze
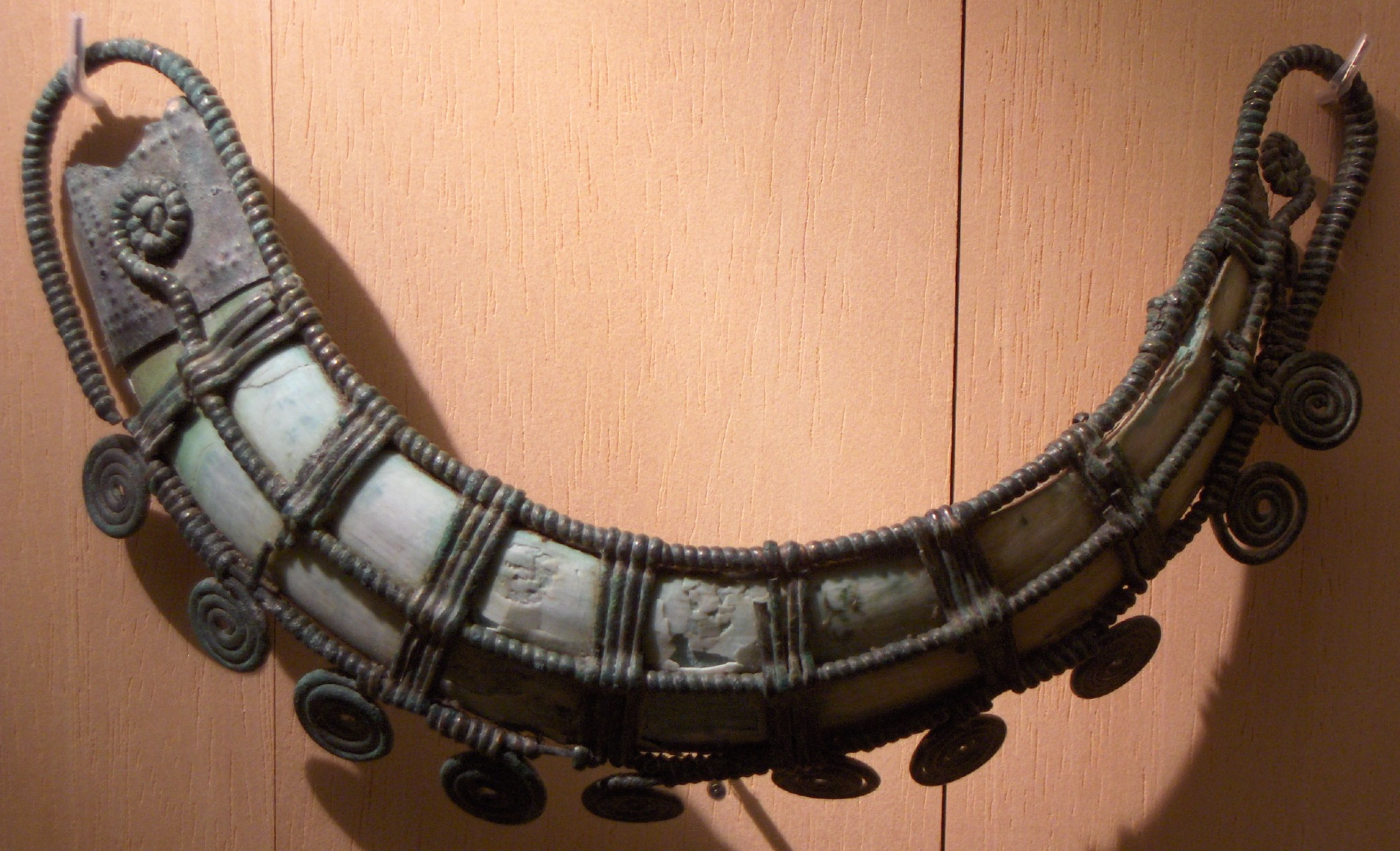
Jóia de bronze usada no quadril
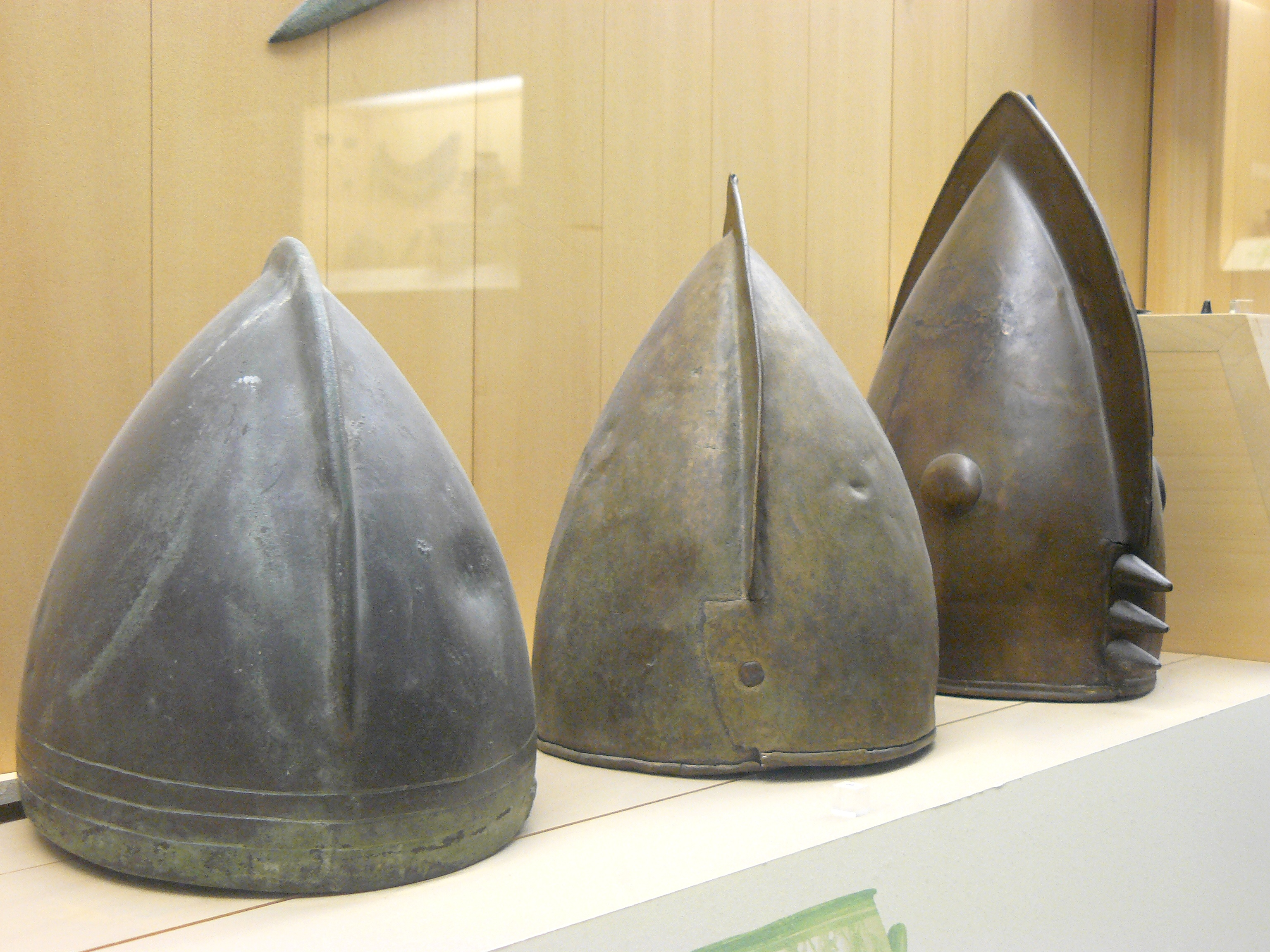
Capacetes com crista
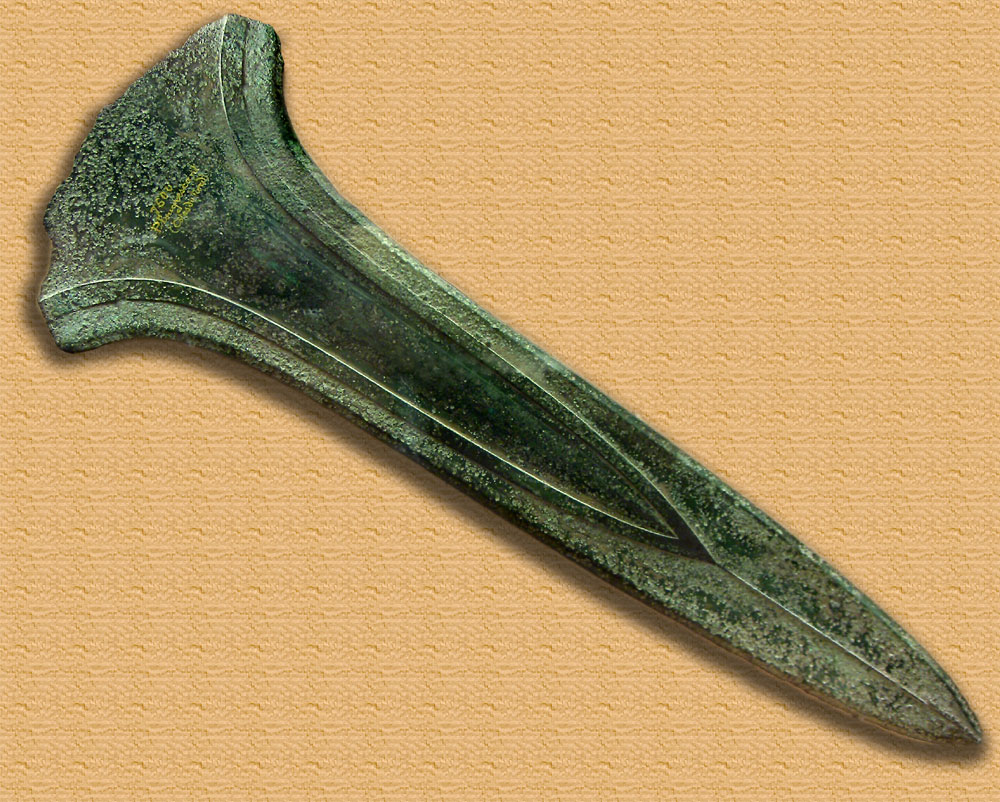
Espada de bronze

### Idade do Ferro
A primeira Idade do Ferro (780-480 A.C.), correspondente à cultura de Hallstatt, é um período caracterizado pelo sepultamento em túmulos das pessoas mais poderosas. 

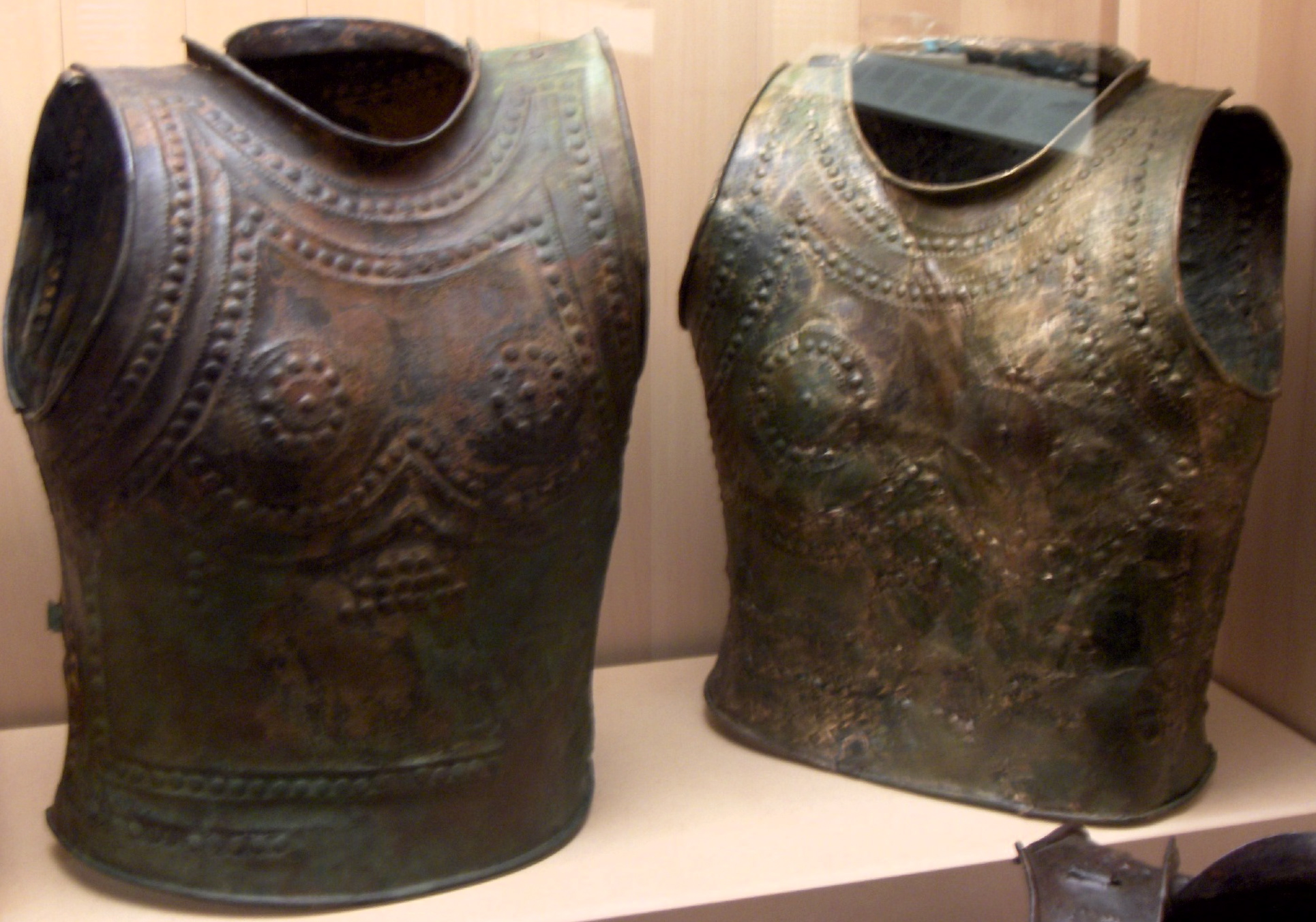
Couraças de bronze
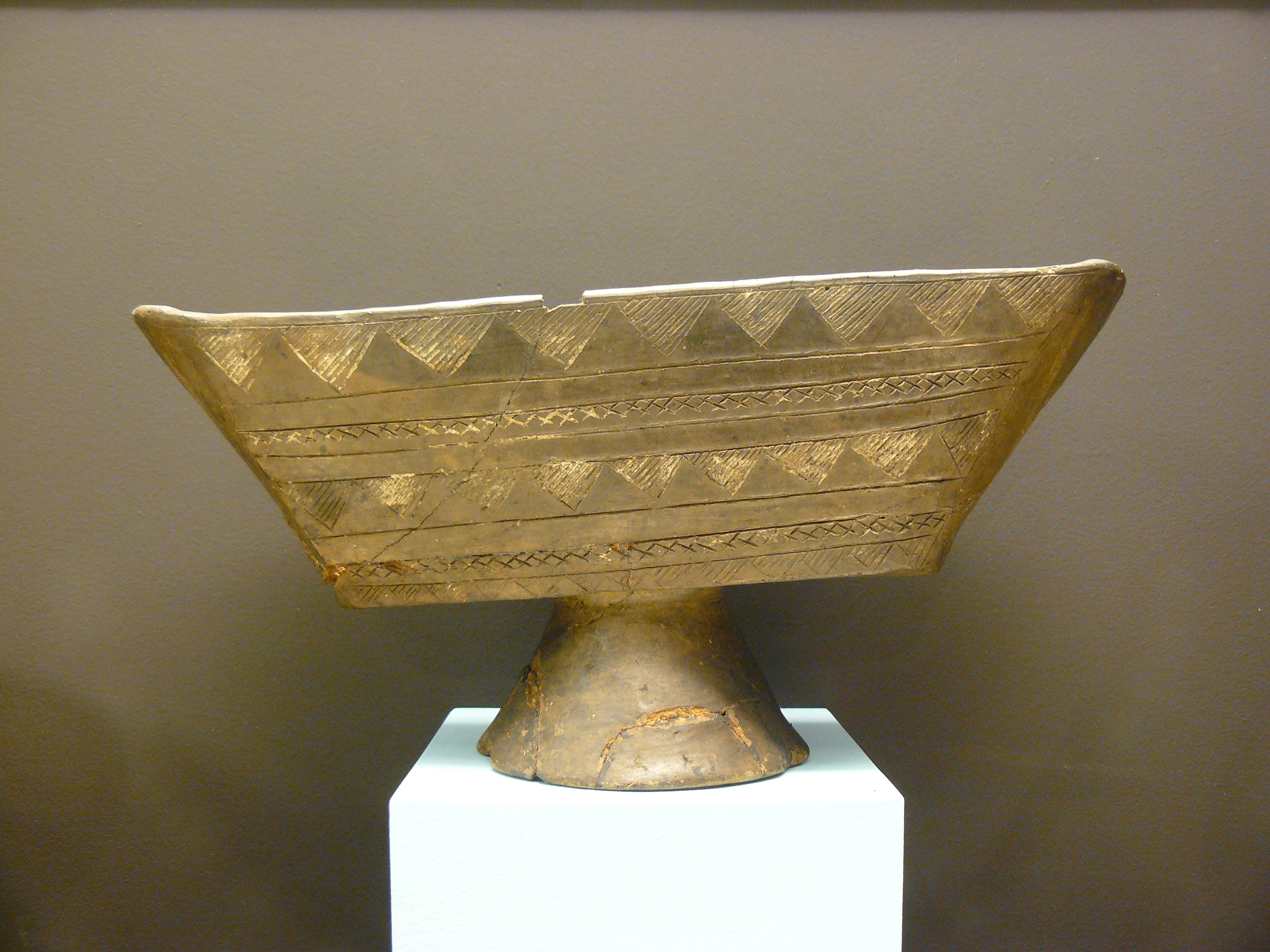
Xícara de terracota
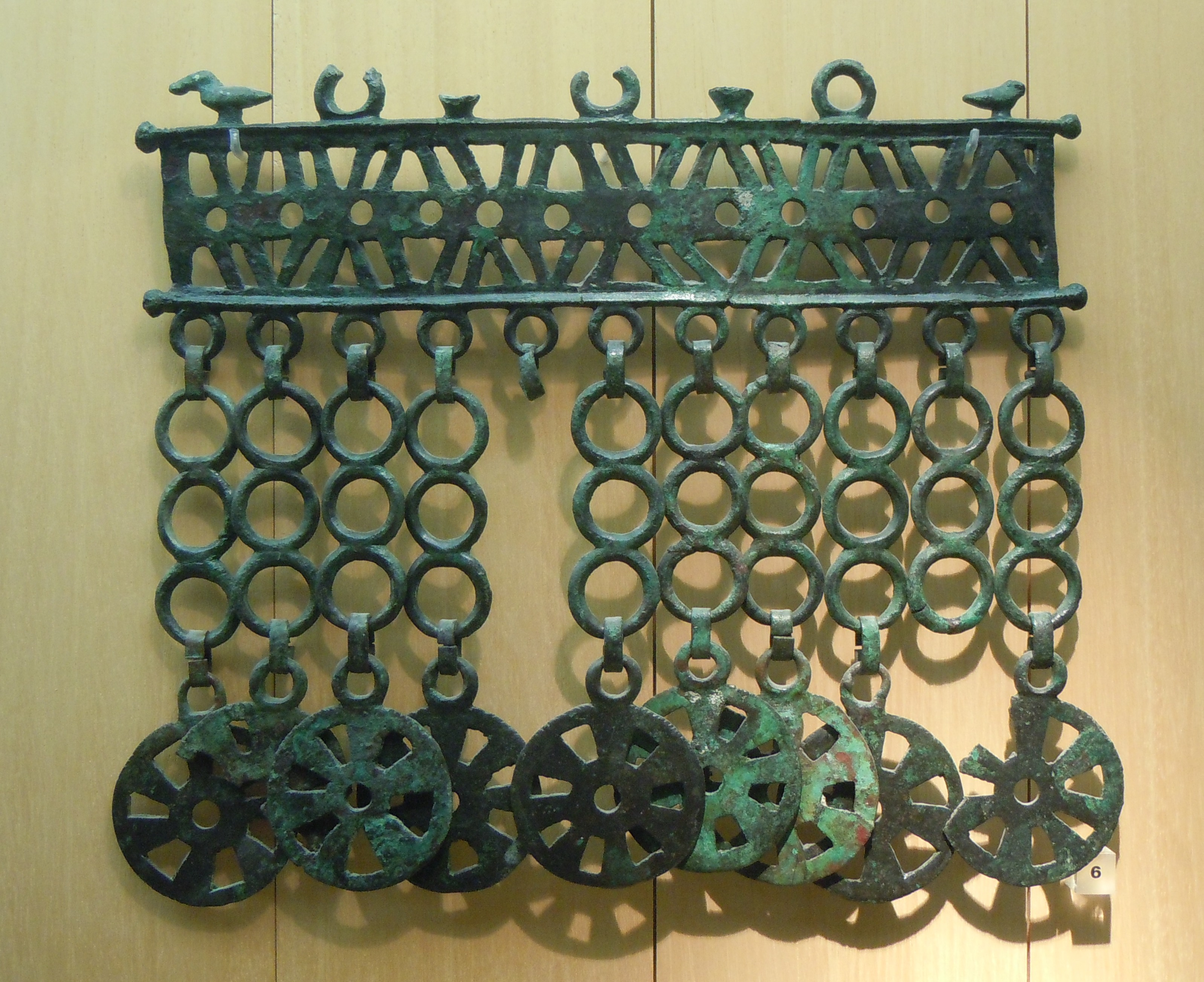
Peitoral
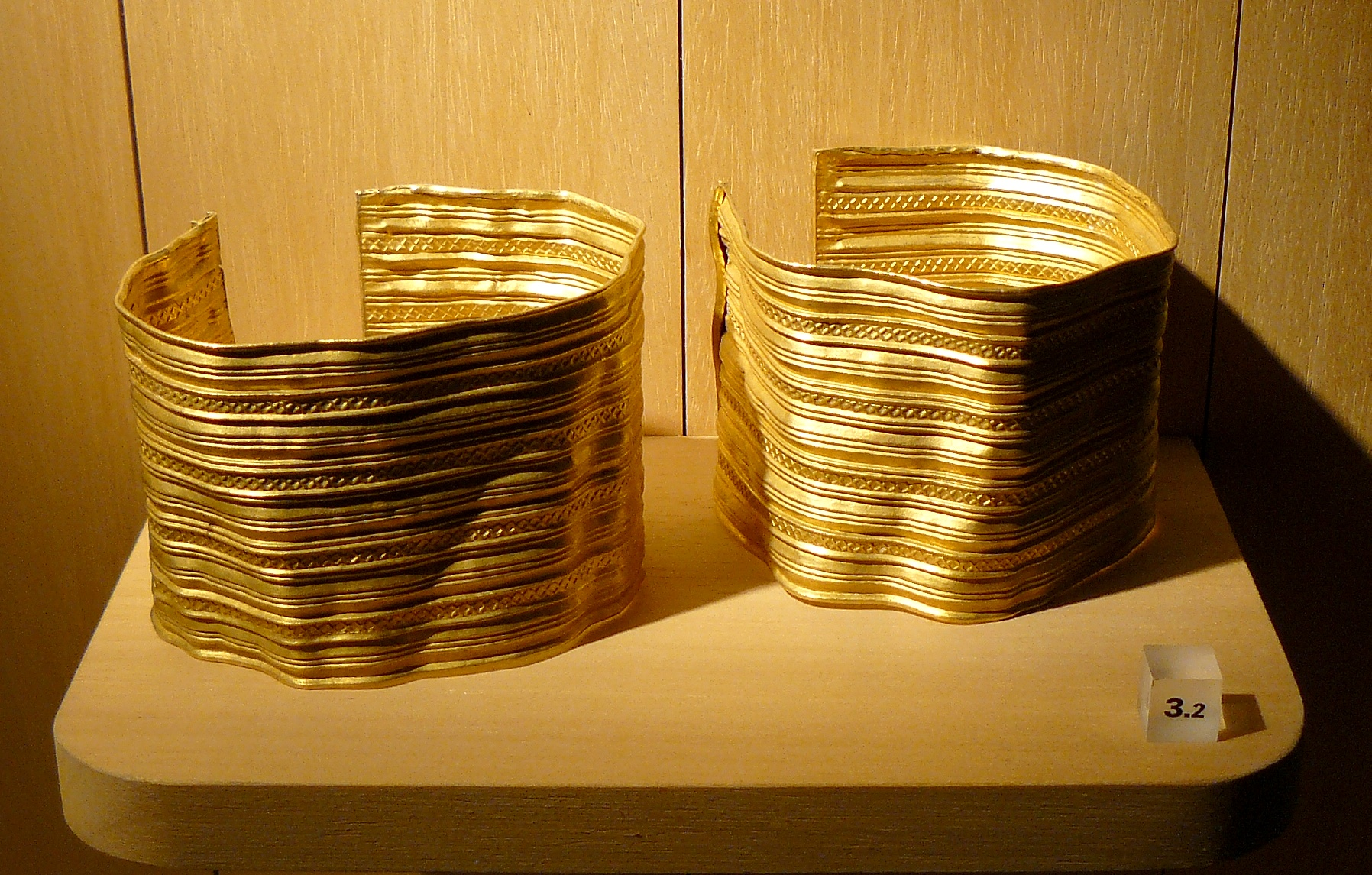
Pulseiras de ouro pulseiras
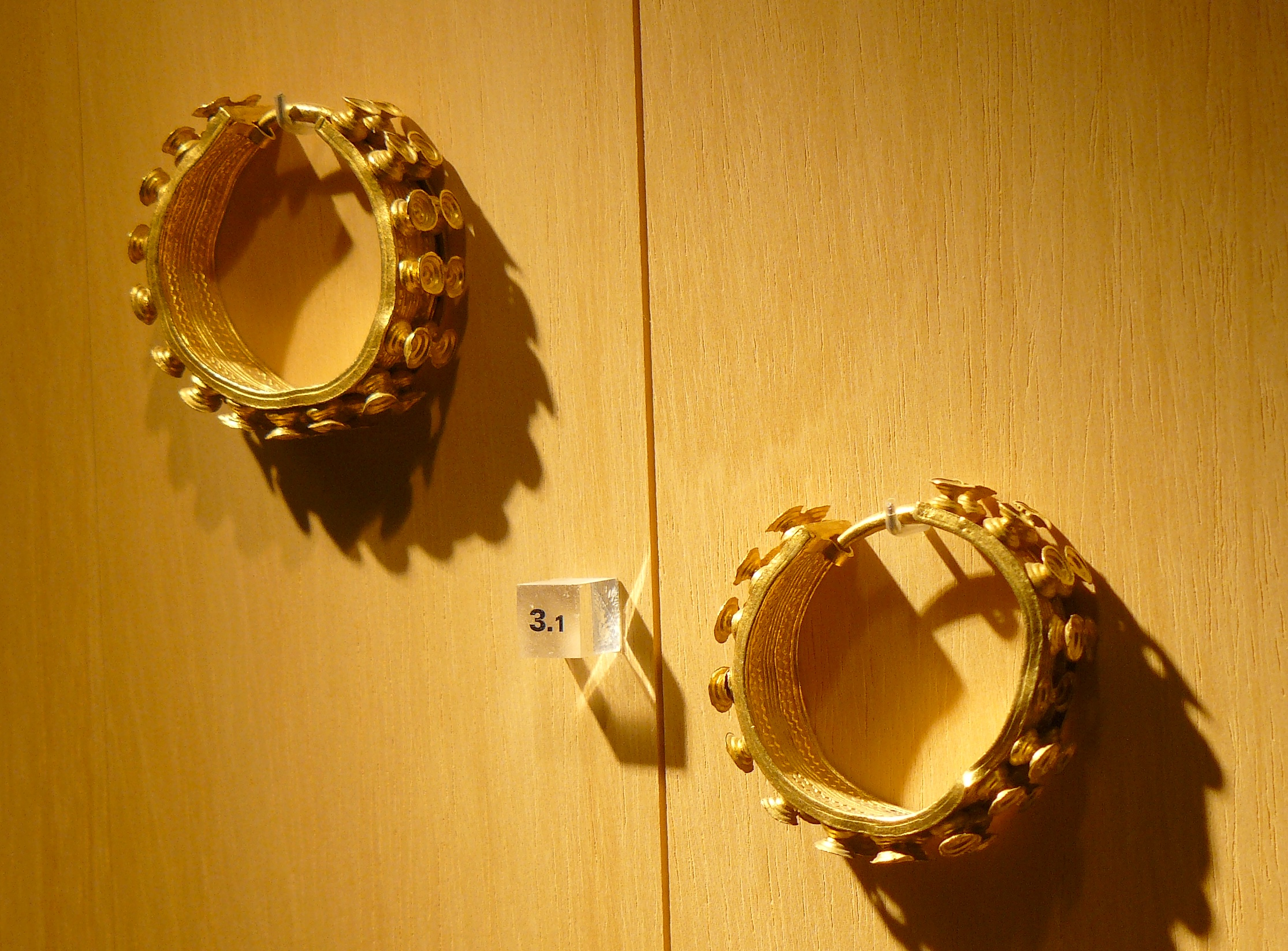
Brincos de ouro

### Gália Romana
A Gália Romana, de 52 a.C. ao final do século V d.C. é resultado da conquista da Gália por Júlio César. A urbanização avançou com a chegada de cidades e a construção de edifícios públicos. Uma rede de vias foi formada por toda a Gália.

### Arqueologia Comparada
A sala da "arqueologia comparada" foi concebida no início do século XX por Henri Hubert e Marcel Mauss, que queriam ilustrar "o museu etnográfico da história da Europa e da humanidade" desde as origens do homem até a Idade Média.

## Visitantes
Visitantes anuais no período 2003-14 foram:
- 61.759 em 2003
- 64.775 em 2004
- 65.925 em 2005
- 78.250 em 2006
- 98.246 em 2007
- 110.197 em 2008
- 91.894 em 2009
- 95.594 em 2010
- 92.266 em 2011
- 98.691 em 2012
- 101.222 em 2013
- 113.023 em 2014